# Florence Henri
Florence Henri (Nueva York, 28 de junio de 1893 – Laboissière-en-Thelle, 24 de julio de 1982) fue una fotógrafa y artista. Creció en Europa y estudió en Roma, donde conoció a los futuristas, en Berlín, en París con Fernand Léger y Amédée Ozenfant, y finalmente en la Bauhaus de Dessau antes de regresar a París, donde comenzó con la fotografía. En su obra se incluye la fotografía experimental, la publicidad y los retratos, muchos de artistas.

## Primeros años
Henri nació en Nueva York, hija de un padre francés y una madre polaca. Después de la muerte de su madre en 1895, Henri y su padre comenzaron a viajar por su trabajo como director de una compañía petrolífera. Henri empezó a estudiar música en París a los 9 años de edad. En 1906, Henri y su padre se instalaron en la Isla de Wight en Inglaterra donde su padre murió en 1908. Después de la muerte de su padre, Henri fue a vivir a Roma con Gino Gori, un poeta que introdujo a Henri en los movimientos artísticos de vanguardia.
En 1913 Henri se trasladó a Berlín para continuar sus estudios de música con el pianista-compositor Ferruccio Busoni. Cuando la Primera Guerra Mundial estalló en 1914, Henri se vio atrapada en Berlín, con su dinero congelado. Para lograr vivir, Henri tocó el piano para películas mudas. Después de visitar la Academia de las Artes de Berlín, Henri decidió seguir con la pintura, en lugar de la música. A lo largo de este período, Henri se centró en paisajes y estudios de figuras. También en esta época, conoció al crítico e historiador de arte judío alemán Carl Einstein que se convirtió en un mentor y amigo íntimo hasta su muerte en 1940. Después de la PGM, Henri estudió con artistas como Johann Walter-Kurau y Vasili Kandinski.
En 1924, Henri decidió trasladarse a París, pero tuvo dificultades para obtener permiso de residencia en Francia. El 18 de junio de 1924, Henri se casó con Karl Anton Koster en Lucerna. Era un matrimonio de conveniencia para Henri, que de esta manera quería obtener permiso para residir en Francia. Koster y Henri se divorciaron en 1954.

## Educación
En 1925, Florence Henri se apuntó a la Académie Moderne para estudiar con Fernand Léger y Amédée Ozenfant. En el verano de 1925, el pintor polaco Victor Yanaga Poznanski organizó la "Exposición Internacional. El arte de hoy en día". Fue la primera exposición internacional de arte vanguardista en París desde la PGM. Además de Henri, otros artistas expusieron obra como Piet Mondrian, Paul Klee, y Pablo Picasso. Después de exhibir obras en la "Exposición de la Académie Moderne" en la Galería Aubier en marzo de 1927, Henri se marchó a estudiar a la Bauhaus en Dessau.

## Carrera
La obra de Florence Henri ocupó un lugar central en el mundo de la fotografía de vanguardia a finales de los años veinte. Se hizo miembro del grupo Círculo y Cuadrado en 1929. En la Bauhaus, Henri conoció a László Moholy-Nagy y acudió a su curso de fotografía de verano. Se trasladó a la casa de Moholy-Nagy y se hizo amiga íntima de su esposa Lucia Moholy quien la animó a centrarse en la fotografía.

Con las fotografías de Florence Henri, la práctica fotográfica entra en una nueva fase -cuya amplitud no podía imaginarse antes de ahora. Sobre todo por la precisa y exacta composición de estas fotos muy definidas, la investigación de los efectos de la luz se sume no sólo a través de fotogramas abstractos, sino también en fotos de sujetos de la vida real...

Para 1928 había abandonado la pintura e instaló su propio estudio como fotógrafo freelance profesional. 
Uno de sus autorretratos se publicó por Moholy-Nagy en i10 Internationale Revue. La crítica de Moholy-Nagy reconoce que sus fotografías cumplen el principio de "extrañar" donde las "reflexiones y las relaciones espaciales, las superposiciones y las penetraciones se examinan desde un nuevo ángulo de perspectiva". Muchas de sus fotografías incorporan espejos; Henri usó espejos para sus propias dramatizaciones, en fotografía comercial y para hacer retratos de amigos como Jean Arp, Petra Van Doesburg, Sonia Delaunay, Vasili Kandinski, Fernand Léger, y Margarete Schall.
En 1930, participó en la Exposición Internacional ‘Das Lichtbild’ La Fotografía en Múnich. Al año siguiente, fotografías suyas se incluyeron en una exposición de ‘Fotografía publicitaria extranjera’ en Nueva York. Su obra se comparó a la de los fotógrafos Man Ray, László Moholy-Nagy y Adolphe Baron de Mayer, así como con el ganador del primer premio en la exposición, y director de la Bauhaus, Herbert Bayer. Al hacer esto es une a las filas de los iconos de la vanguardia de aquella época. La importancia de su obra fue reconocida por exposiciones en solitario y la publicación en varios periódicos, incluyendo N-Z Wochenschau. Produjo una serie de imágenes de la bailarina Rosella Hightower.
Habiendo situado su estudio de retratos en París en 1928, para 1930 dio clases que incluyeron futuras celebridades como Gisèle Freund y Lisette Model.
Conforme se aproximaba la Segunda Guerra Mundial tras la toma del poder por los nazis, hubo un declive marcado en su obra fotográfica que habría sido considerado arte degenerado. Materiales fotográficos habrían sido progresivamente más difíciles de obtener y Florence Henri regresó a la pintura abstracta hasta su muerte en los años ochenta.